# جناب‌خان
جناب‌خان شخصیتی عروسکی است که ابتدا در مجموعه نمایش خانگی کوچه مروارید در نقش لبو فروشِ آبادانی و سپس در فصل‌های دوم، سوم، پنجم، ششم، هفتم و هشتم مجموعه خندوانه به عنوان یک استندآپ کمدین ظاهر شد. مالکیت این شخصیت عروسکی ابتدا متعلق به سعید سالارزهی بود و سپس (طبق ادعای وب‌سایت آی سینما) به صدا و سیما واگذار شد. صداپیشگی این عروسک برعهدهٔ محمد بحرانی است.

## ویژگی‌های شخصیتی
جناب‌خان علاقه زیادی به خواندن ترانه‌های بندری دارد و فوتبالیست‌ها و خواننده‌ها را بسیار دوست دارد. او لبوفروشی را از کودکی آغاز کرده و از بیست سالگی عاشق دختری به نام احلام شده و طی این مدت هر هفته با خانواده به خواستگاری احلام می‌رود و هربار به دلیلی جواب منفی می‌گیرد و تاکنون موفق به گرفتن جواب ″بله″ نشده است. او به قول خود جزو کاشفان واکسن کووید ۱۹ است. وحید فقهازاده، محمود نسیمی، بهنام (شوهر شهلام، خواهر احلام) و احمد صفاری از دوستان صمیمی او هستند و در قالب گروه‌های تخصصی به جناب‌خان کمک می‌کنند.
او با فروش لبو توانسته ثروت زیادی به دست آورد و همچنین عمده تجارت او با کشورهای کره جنوبی، سنگاپور و مالزی است. باشگاه پاری سن ژرمن به او تعلق دارد. او چند دوره مدیر عامل این باشگاه بوده‌است. همچنین در زمان حملۀ عراق به ایران در خرمشهر حضور داشته است، او معمولاً اصطلاحات خوزستانی در صحبت‌هایش به کار می‌برد که بعضی از آن‌ها عبارتند از: «میام بِراتا»، «هه هه و…»، «میبافُمِت». از خصوصیات بارز جناب‌خان می‌توان به بیان مشکلات مردم ایران و خوزستان به زبان طنز اشاره کرد.

## موضوع مالکیت اثر

### سرقت هنری
پس از شهرت یافتن این شخصیت عروسکی برخی مدعی شدند که در فرایند شکل‌گیری جناب‌خان از نمونه‌های خارجی نظیر المو و خرس فوزی الگو برداری شده‌است، که این شایعه تکذیب شد. پایگاه خبری شفقنا در یادداشتی نوشته است که نه تنها شخصیت عروسکی جناب‌خان، بلکه اصل برنامه کوچه مروارید کپی‌برداری و به نوعی سرقت هنری از دو مجموعه سه‌سمی استریت و ماپت شو است. شفقنا نوشته است: ″عروسک جناب‌خان کپی تقریباً بی‌نقصی از شخصیت تلی مانستر (Telly Monster) در سه‌سمی استریت است و از سویی شباهت بسیار زیادی هم با شخصیت فازی بر (Fozzie Bear) از مجموعهٔ ماپت شو دارد. دیگر عروسک‌های ″کوچه مروارید″ هم هر یک به نوعی، ناقص یا کامل، از دو مجموعهٔ سه‌سمی استریت یا ماپت شو کپی‌برداری شده‌اند. حتی آنونس موزیکال ″کوچه مروارید″ هم با جملهٔ ″کی می‌دونه کوچه مروارید کجاست؟ اگه گفتی؟″ شروع می‌شود که گرته‌برداری از شعر ″می‌تونی راه سه‌سمی استریت رو به من نشون بدی؟″ است. عنوان ″کوچه مروارید″ هم که بی‌شک کپی‌برداری یا همان نسخهٔ بومی ″خیابان کنجد″ است.″

### خروج از خندوانه
در اواسط سری سوم برنامه خندوانه خبر آمد که سعید سالارزهی صاحب امتیاز عروسک جناب‌خان نسبت به حضور آن در برنامه خندوانه شکایت کرده و دیگر نمی‌خواهد این عروسک در برنامه حضور داشته باشد. سالارزهی در این خصوص در مصاحبه‌های خود دو موضوع را مطرح کرد: ″اکنون ما دو نگرانی داریم؛ یکی اینکه جناب‌خان در یک برنامه روتین مثل ″خندوانه″ به روزمرگی برسد و دوم اینکه ما در این ۲ سال هیچ منفعت مالی به عنوان مالک و خالق این عروسک نداشتیم درحالی که حضور جناب‌خان در شبکه نسیم و تلویزیون، باعث تبلیغات و منافع زیادی شده‌است.″
پخش فصل چهارم برنامه ″خندوانه″ نیز که در ۳۰ آذر ۹۵ آغاز شد، در حالی روی آنتن رفت که جناب‌خان در آن حضور نداشت. تهیه‌کنندگان برنامه خندوانه اظهار کردند که تلاش زیادی برای جلب رضایت صاحب اثر برای اجازه حضور جناب‌خان در برنامه انجام داده‌اند و حتی ارائه پیشنهادی با رقم بسیار بالا و هنگفت نیز نتوانست صاحب امتیاز عروسک جناب‌خان را مجاب کند. رامبد جوان در این باره گفت: ″شخص من به عنوان رفیق بارها و چه از طریق دوستان پیشنهادهای خیلی خوبی به سعید سالارزهی دادم، سازمان هم پیشنهاد داد اما او خواست که نشنیده بگیرد. ما حتی از مرضیه برومند هم درخواست کردیم که وکیل ما باشد و با او صحبت کند ولی نشد.″ محمد بحرانی نیز در این رابطه گفته است: ″مالک اصلی جناب‌خان مردمی هستند که به آن روح بخشیده‌اند.″
سعید سالارزهی در واکنش به سخنان رامبد جوان در اولین برنامۀ سری چهارم خندوانه، نامه‌ای خطاب به مردم منتشر کرد و در آن به برگذاری دادگاه یک‌طرفه در آن برنامه انتقاد و آن را سوء استفاده از احساسات مردم خواند. در بخشی از این نامه آمده‌است: ″روندی که طی شد و استحاله جناب‌خان از یک شخصیت نکته‌بین و حق‌دوست، به شخصیتی مجیزگو و متملق باعث شد در روند دو ساله‌ام تجدیدنظر کنم و بیش از این چشمم را به روی حقوق مادی و معنوی خودم و همکارانم نبندم.″ وی همچنین در خصوص پیشنهادهای مالی نیز گفته است که هیچ‌کدام از این پیشنهادها؛ عادلانه، اخلاقی و حرفه‌ای نبوده‌است و همۀ پیشنهادها از جمله پیشنهادی که توسط خانم برومند به من منتقل شده، فقط و فقط صحبت از واگذاری اجباری و بدون قید و شرط مالکیت جناب‌خان با شرایط آن‌ها و بدون توجه به رضایت قلبی من و همکارانم بوده‌است.

### بازگشت به خندوانه
با پایان فصل چهارم خندوانه، شامگاه اول مهر ۱۳۹۶، رامبد جوان با حضور در برنامه اینترنتی "سی و پنج" در پاسخ به پرسشی دربارهٔ ماجرای نبود جناب‌خان در خندوانه اعلام کرد: "هیچگاه دوست نداشتم جناب‌خان از "خندوانه" جدا شود اما یکسری مسائل دست به دست هم دادند و این اتفاق رخ داد، به نظرم ماجرای جناب‌خان نتیجه لج‌بازی و تصمیم‌گیری غلط بود و در هر حال من همیشه آغوشم برای او باز است و آماده مذاکره برای حضور دوباره او در برنامه هستم."
سعید سالارزهی نیز در واکنش به اظهارات رامبد جوان ضمن استقبال از این مذاکره و اظهار امیدواری برای رسیدن به تفاهم و یکدلی و دستیابی به نتایج مثبت گفت: «به نظرم می‌رسد بهتر است هرآنچه در گذشته اتفاق افتاده فراموش کنیم. من هم منتظر هستم تا زمینه‌های این مذاکره از طرف صدا و سیما، رامبد جوان و تیم خندوانه فراهم شود و حتماً در این مذاکره حضور خواهم داشت.»
در نهایت پس از برگزاری مذاکرات، عصر روز اول دی ۱۳۹۶، رامبد جوان طی ارتباط تلفنی با برنامه «من و شما» از شبکه شما، ضمن اعلام آغاز پخش خندوانه در آستانۀ عید نوروز، از حضور دوباره جناب‌خان در برنامه خبر داد و با واگذاری امتیاز این عروسک به سازمان صدا و سیما، روز بیست و شش اردیبهشت ۱۳۹۷، جناب‌خان پس از حدود دو سال دوری به خندوانه بازگشت.

## حضور ها
| سال       | عنوان         | توضیحات                                         |
| --------- | ------------- | ----------------------------------------------- |
| ۱۴۰۴      | پامپ والکس    | پخش از یوتیوب                                   |
| ۱۴۰۳–۱۴۰۴ | هزار و یک     | پخش از شبکه نسیم                                |
| ۱۴۰۲      | جام آرزوها    | پخش از شبکه نسیم؛ حضور افتحاری                  |
| ۱۴۰۱–۱۳۹۳ | خندوانه       | پخش از شبکه نسیم                                |
| ۱۴۰۰      | سلام صبح بخیر | پخش از شبکه سه؛ حضور بعنوان مهمان               |
| ۱۳۹۴      | نود           | پخش از شبکه ۳؛ مهمان ویژه برنامه تحویل سال ۱۳۹۵ |
| ۱۳۹۳      | کوچه مروارید  | پخش از نمایش خانگی                              |

## تبلیغات اتوبوسی
در زمستان ۱۳۹۵ استفاده از تصویر جناب‌خان در تبلیغات یک برند ایرانی مواد بهداشتی بر روی اتوبوس‌های تهران حاشیه ساز شد و برخی به این کار انتقاد کردند و آن را مغایر با اظهارات سعید سالارزهی می‌دانند که پیش از این بارها تأکید کرده بود به این شخصیت تنها به عنوان یک برند تجاری نگاه نمی‌کند و دغدغه اصلی‌اش دربارهٔ او فرهنگی است. سالارزهی در پاسخ به انتقادات گفته است: ″به نظر من هم‌کاری و حمایت چهره‌ها و برندهای محبوب و مشهور در سراسر دنیا با حوزۀ اقتصاد و صنایع با رعایت برخی نکات می‌تواند اتفاق مثبت و مفیدی برای هر دو طرف باشد و مرسوم هم هست و این ارتباط لزوماً یک عمل ضد فرهنگی محسوب نمی‌شود. برای من این نکته که این تفاهم به نوعی حمایت از تولید ملی هم بوده اهمیت داشته ولی مهم‌تر از آن این مطلب است که به نظرم این برند به ارتقاء سطح کیفی محصولات و جلب رضایت واقعی مردم نیز اهمیت می‌دهد و محصولات با کیفیتی را هم تولید و عرضه کرده‌است.″